# Террейн
Террейн (англ. terrane) — ограниченное разломами геологическое тело региональной протяженности, которое характеризуется своими собственными стратиграфическими, магматическими, метаморфическими и структурными особенностями, определяющими тектоническую историю, отличающую его от соседних геологических тел (определение авторов концепции: P. C. Coney, D. G. Howell, D. L. Jones, J. W. H. Monger, E. R. Shermer, N. J. Silberling, J. Hillhouse и других).  

## История термина террейн
Слово «террейн» в геологической литературе долго использовалось как неформальный стратиграфический термин в написании не только как terrane, но и как terrain. В Оксфордском английском словаре 1989 г. и Вебстеровском третьем новом международном словаре английского языка 1966 г. предпочитают написание terrane, если термин используется в геологии.

## XVIII—XIX века
До появления биостратиграфии, в конце XVIII — начале XIX века, террейном считали группу всех формаций с одним и тем же преобладающим типом пород, подразумевающим одновременное накопление в осадочном бассейне (нептуническое осадкообразование). Позже это определение изменилось вслед за изменениями во взглядах на нептунизм. Слово «террейн» часто используется как синоним слова «формация (свита)». В геологии континентов термин «террейн» постепенно стал обозначать стратиграфическую систему, но Первый Международный геологический конгресс рекомендовал предпочтительное использование термина «система». С конца XX века и почти до сих пор термин «террейн» использовался в геологии в расплывчатом стратиграфическом смысле. В издании 1989 года Оксфордского английского словаря дано такое определение террейна — «это название для связанной серии, группы или системы пород формаций, стратиграфическое подразделение». Вебстеровский словарь (1966) дает похожее определение «террейн — это формация пород или группа формаций, или территория, или площадь, на которой преобладает определённый тип пород или группа пород».

## Толковый словарь английских геологических терминов
Толковый словарь английских геологических терминов (Gary et al., 1972) определяет террейн как устаревший термин, применявшийся к породе или группе пород и к географической области, где они выходят на поверхность: «террейн — это комплекс, массив, серия пластов, зона пород. Устаревший термин, использовавшийся для обозначения горных пород или групп пород, а также района их выхода. Термин используется в общем значении и не обязательно обозначает определённое геологическое подразделение или группу таких подразделений».
Таким образом, слово «террейн» первоначально использовалось и в географическом, и в стратиграфическом смысле.